# Bolemka
Bolemka – struga, dopływ Noteci o długości 11,84 km i dorzeczu 68,7 km².
Płynie w województwie wielkopolskim, w gminie Chodzież. Przepływa przez jeziora Karczewnik i Jezioro Chodzieskie.